# The Association
I The Association sono un gruppo musicale statunitense originario della California e attivo dalla metà degli anni '60.

## Informazione

### Membri
- Terry Kirkman - Voce, Flauto (nato il 12 dicembre 1939 a Salina, Kansas, Stati Uniti)
- Russ Giguere - Voce, chitarra (nato il 18 ottobre 1943 a Portsmouth, New Hajmpshire, Stati Uniti)
- Jules Alexander  -Voce, chitarra (nato il 25 settembre a Chattanooga, Tennessee, Stati Uniti)
- Jim Yester - Voce, chitarra (nato il 24 novembre 1939 a Brimingham, Alabama, Stati Uniti)
- Larry Ramos - Voce, chitarra (nata il 19 aprile 1942 a Waimea, Hawaii, Stati Uniti e morta il 30 aprile 2014 a Clarkston, Washington, Stati Uniti all'età di 72 anni. Causa della morte: melanoma metastatico)
- Brian Cole - Voce, basso (nato l'8 settembre 1942 a Tacoma, Washington, Stati Uniti e morto il 2 agosto 1972 a Los Angeles, California, Stati Uniti all'età di 29 anni. Causa della morte: overdose di eroina)
- Ted Bluchel Jr, - Voce, batteria (nato il 2 dicembre 1942 a San Pedro, California. Stati Uniti)

### Discografia

#### Album studio
- 1966 - And Then...Along Comes The Association (Valiant Records, VLM 5002)
- 1966 - Renaissance (Valiant Records, VLM 5004)
- 1967 - Insight Out (Warner Bros. Records, WS 1696)
- 1968 - Birthday (Warner Bros. Records, WS 1733)
- 1968 - The Association (Warner Bros. Records, WS 1800)
- 1971 - Stop Your Motor (Warner Bros. Records, WS 1927)
- 1972 - Waterbeds in Trinidad! (Columbia Records, KC 31348)
- 1983 - Vintage (51 West Records, Q 17223)
- 1995 - A Little Bit More (On Track Records, OTD 1001-2)

#### Altre pubblicazioni
- 1968 - Greatest Hits! (Warner Bros. Records, WS 1767)
- 1969 - Goodbye, Columbus (Warner Bros. Records, WS 1786) colonna sonora, album split (The Association e Charles Fox)
- 1970 - The Association Live (Warner Bros. Records, 2WS 1868) Live, 2 LP
- 1983 - New Memories (Hitbound Records, HB 1005AB)
- 2002 - Just the Right Sound - The Association Anthology (Rhino Records, R2 78303) 2 CD
- 2012 - The Complete Warner Bros. & Valiant Singles Collection (Now Sounds Records, CRNOW 35D) 2 CD